# Swampscott
Swampscott är en kommun (town) i Essex County i delstaten  Massachusetts, USA med cirka 14 412 invånare (2000). Den har enligt United States Census Bureau en area på 17,4 km².

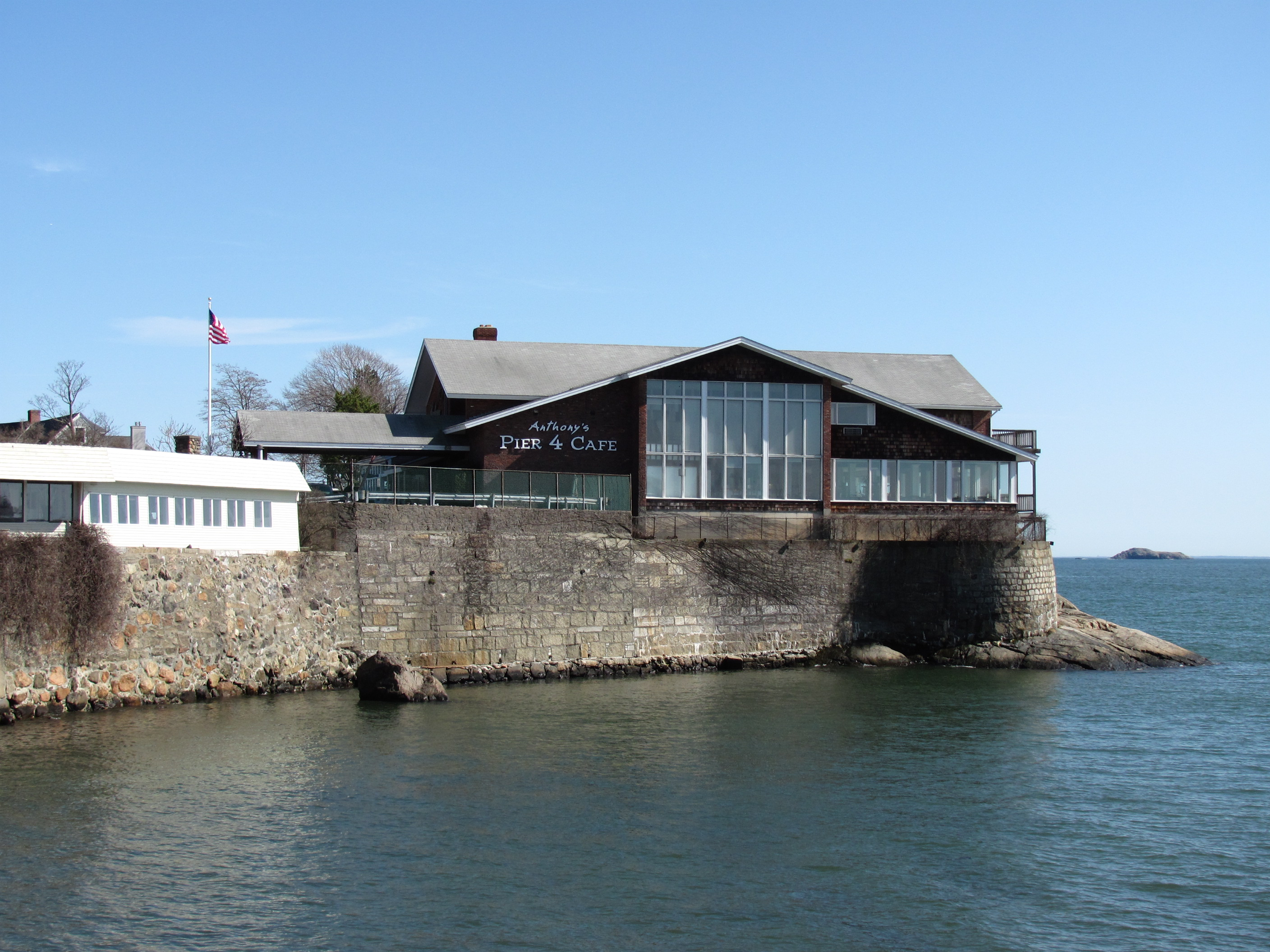